# 잉아 티드블라드
잉아 티드블라드(Inga Tidblad, 1901년 5월 29일 ~ 1975년 9월 12일)는 스웨덴의 배우이다. 제10회 굴드바게상 여우주연상 수상자이다.

## 출연 작품
- 인테르메초 (1936)